# Aschermann Ferenc
Aschermann Ferenc, Assermann Ferenc, 1867-től Vendrei Ferenc (Sepsiszentgyörgy, 1821. október 24. – Veszprém, 1893. július 2.) honvédezredes, a Magyar Királyi Honvédség tábornoka, hadtörténetíró.

## Életrajza
Német anyanyelvű családba született. Tanulmányait a kézdivásárhelyi katonai iskolában végezte. 1842-ben belépett a császári hadsereg 2. (Ernő Ágost) huszárezredébe, ahol 1848 tavaszán hadnagyi rendfokozatban szolgált. Batthyány Lajos kormányának megalakulása után alakulatát a magyar hadügyminisztérium alá rendelték és a délvidéki hadszíntérre vezényelték. A harcokban tanúsított magatartása alapján augusztusban főhadnaggyá léptették elő, majd októbertől századosi rangban a bánsági hadtest vezérkarának segédtisztje lett. Részt vett annak a tervnek a kidolgozásában, amely alapján Kiss Ernő tábornok november és december folyamán támadást indított a temesközi szerb felkelőtáborok felszámolására. 1849 januárjában őrnaggyá léptették elő és a bánsági hadtest nagyobbik részével, Damjanich vezérőrnagy vezetése alatt a Tisza középső szakaszához rendelték. Kiválóan harcolt a március 5-ei szolnoki ütközetben, amiért megkapta a Magyar Katonai Érdemrend III. osztályát. A tavaszi hadjárat ütközeteiben a Damjanich parancsnoksága alatt álló III. hadtest segédtisztjeként vett részt. Áprilistól alezredesi rangban a hadügyminisztériumhoz vezényelték. Június 26-án ezredessé léptették elő és a komáromi várban várparancsnoki beosztásban Klapka György komáromi vár- és seregparancsnok helyettese lett. A július 2-ai és július 11-ei komáromi csatákban, majd Klapka augusztus 2-ai kitörésekor a várőrség egyik hadosztályának parancsnokaként harcolt.
A vár feladása után komáromi kapitulánsként mentesült a felelősségrevonás alól. 1867-ig Erdélyben mérnökként dolgozott, majd a kiegyezés után ezredesként belépett az újjászervezett honvédséghez. 1871-től a szegedi honvédkerület parancsnoka volt. 1888-ban altábornagyként nyugdíjazták. Élete utolsó éveit Veszprémben töltötte.
Történetírói munkássága a szabadságharc több fontos, más forrásokból kevésbé ismert részletét világítja meg. Ő volt az első a honvéd hadsereg volt magas rangú tisztjei közül, aki kiállt Görgei Artúr mellett. 

## Főbb művei
- Egy nyílt szó Görgey Arthur honvédtábornok ügyéhez (Pest, 1867.)
- Görgey. Visszhangok czáfolatokra (Pest, 1868.) A mű válasz Asbóth Lajos Görgey. Cáfolat Assermann honvéd ezredes és minisztériumi titkár vádiratára (Pest, 1867.) című munkájára.
- Nagy-Becskerektől Pákozdig (Budapesti Szemle, 1888.)